# Lovćenac
Lovćenac (serbo e montenegrino cirillico: Ловћенац) è un villaggio situato nel comune di Mali Iđoš, nel distretto della Bačka Settentrionale nel nord della provincia autonoma della Voivodina. È conosciuto come la capitale de facto dei montenegrini di Serbia e ha una popolazione totale di 2585 persone.

## Nome
In serbo-croato il villaggio è conosciuto come Lovćenac (Ловћенац), in tedesco come Sekitsch (in passato raramente Winkelsberg) e in ungherese come Szeghegy.
Il suo nome precedente in serbo era Sekić (Секић). Dopo la seconda guerra mondiale, il villaggio fu rinominato Lovćenac dagli emigrati montenegrini del monte Lovćen in Montenegro.
Il nome ungherese originale del villaggio era Szeghegy, ma gli ungheresi usavano anche la versione serba del nome nelle forme Szikics e Szekics, così come i tedeschi nella forma Sekitsch. Un nome tedesco alternativo molto raro era Winkelsberg.

## Storia
Dopo anni di conflitti tra gli Ottomani e gli Asburgo, durante il regno di Maria Teresa e Giuseppe II fu perseguita una politica di ripopolamento del devastato bacino pannonico. I coloni etnici tedeschi (prevalentemente protestanti) noti come Svevi del Danubio (in tedesco: Donauschwaben) si stabilirono nella regione della Bačka, fondando il villaggio di Sekitsch nel 1786.
Dopo la prima guerra mondiale e il crollo dell'Impero austro-ungarico, Sekitsch divenne parte del Regno dei Serbi, Croati e Sloveni (in seguito ribattezzato Jugoslavia). Questo cambiamento politico fece sì che i tedeschi etnici diventassero una delle minoranze più grandi in Serbia, contando circa 330.000 persone, ovvero quasi il 5% della popolazione jugoslava totale.
Durante la guerra di aprile del 1941, le truppe ungheresi entrarono a Sekitsch, annettendo successivamente la Bačka al Regno d'Ungheria.
Dopo la guerra, i tedeschi lasciarono il Paese insieme all'esercito tedesco sconfitto. Quelli rimasti furono internati nei campi di prigionia. Con la chiusura dei campi nel 1948, la maggior parte dei tedeschi jugoslavi rimasti emigrò in Germania per motivi economici nei decenni successivi. Dopo la seconda guerra mondiale, il villaggio venne ripopolato da emigrati provenienti dal Montenegro e dal monte Vlašić in Bosnia. I montenegrini ribattezzarono il villaggio in onore del monte Lovćen.

## Demografia
Secondo il censimento del 2022, la sua popolazione è di 2585 abitanti.
| Etnia           | Percentuale |
| --------------- | ----------- |
| Serbi           | 48,31%      |
| Montenegrini    | 37,33%      |
| Ungheresi       | 3,59%       |
| Ruteni          | 0,61%       |
| Romaní          | 0,46%       |
| Macedoni        | 0,38%       |
| Jugoslavi       | 0,34%       |
| Croati          | 0,31%       |
| Slavi musulmani | 0,11%       |
| Altri           | 1,89%       |
| Non specificato | 6,67%       |
| Totale          | 100%        |

## Cultura
La vita culturale del villaggio comprende diverse società che puntano a mantenere e celebrare la diversa identità e le tradizioni di Lovćenac. Essendo l'epicentro della comunità montenegrina in Serbia, il villaggio ospita l'associazione dei montenegrini di Serbia "Krstaš", insieme alla società artistica culturale "Petar Petrović-Njegoš" e alla società culturale ed educativa montenegrina "Princeza Ksenija". Dal 2013, anche i discendenti serbo-bosniaci del monte Vlašić si sono riuniti in una associazione denominata "Vlašić".